# Francesco Maria Del Monte
Francesco Maria Del Monte (Venetië, 5 juli 1549 – Rome, 27 augustus 1627) was een Italiaanse diplomaat en kardinaal van de Katholieke Kerk. Hij stond bekend als mecenas van de Italiaanse barokschilder, Caravaggio, en, af en toe, van de wetenschapper Galileo Galilei.
Hij werd benoemd tot kardinaal door Sixtus V, op 14 december 1588.
- Bibliothèque nationale de France: cb124695796 (data)
- Gemeinsame Normdatei: 119310562
- International Standard Name Identifier: 0000 0001 2279 2959
- Library of Congress Control Number: n95049441
- Nationale Bibliotheek van Israël: 987007424358605171
- Nederlandse Thesaurus van Auteursnamen: 153588020
- Istituto Centrale per il Catalogo Unico: UBOV379621
- Système universitaire de documentation: 033884285
- Union List of Artist Names: 500314789
- Virtual International Authority File: 45108742
- WorldCat: E39PBJjRTbctT6YwJyYmdy7rbd